# Amerikai Szamoa zászlaja
Amerikai Szamoa zászlaja Amerikai Szamoa egyik nemzeti jelképe.
A zászlót 1960. április 27-én adoptálták.
Az önkormányzattal rendelkező terület, a zászló színei megegyeznek az Egyesült Államok csillagos-sávos lobogóján szereplő színekkel. Az  amerikai fehérfejű rétisas, amely a védelem szimbóluma, egy fuét, azaz légycsapót, a szamoai törzsfő attribútumát, a bölcsesség szimbólumát, és egy nifo otit, vagyis szamoai kést tart a karmaiban. Az a tény, hogy a sas a szamoai hatalom és kultúra jelképeit fogja, a szamoai és az amerikai nép barátságát szimbolizálja.